# Egbert Wagenborg
Egbert Wagenborg (* 10. Juni 1866 in Veendam; † 14. Juni 1943 in Delfzijl) war ein niederländischer Reeder und Gründer der heutigen Koninklijke Wagenborg B.V. sowie Hotelbesitzer. 

## Leben
Egbert Wagenborg wurde als jüngstes von sieben Kindern der Eheleute Peter Wagenborg (1824–1871) und Gertrude Geerts Smeltekop (1826–1887) geboren. 
Mit zehn Jahren ging er an Bord der Barkasse seines Bruders Geert (1850–1931), der Kapitän war. 1888 heiratete er Abelina Lukkiena Vegter (1868–1931), mit der er elf Kinder hatte, von denen drei im Kindesalter verstarben.
Um 1888/89 übernahm er sein erstes Schiff, die Broedertrouw, und es kam zur ersten Zusammenarbeit mit dem Schiffbauer Berend Niestern. Nachdem er die heutige Koninklijke Wagenborg B.V. gegründet hatte, weitete diese den Unternehmensbereich aus.

## Badhotel Schiermonnikoog
Als eine Fehlinvestition erwies sich das um 1918 erworbene, auf Dünen errichtete Badhotel Schiermonnikoog. Durch wetterbedingte Dünenabtragung wurde das Hotel im Herbst 1923 zerstört.